# La Riva
La Riva es una localidad del municipio de Campoo de Yuso (Cantabria, España). En el año 2012 contaba con una población de 33 habitantes (INE). La localidad se encuentra a 919 metros de altitud sobre el nivel del mar, y a 3 kilómetros de la capital municipal, La Costana.

## Paisaje y naturaleza
La Riva se sitúa en lo alto de un otero en lo que es casi una península volcada sobre el pantano. Esta estratégica situación en altura hace que desde su entorno, en especial desde la zona de la iglesia (auténtico belvedere el cuerpo cilíndrico de la espadaña), se tenga una vista panorámica excepcional, solo equiparable a la que obtenemos desde el entorno de la ermita de las Nieves, en Monegro.

## Patrimonio histórico
La iglesia de San Miguel engrosa la larga lista de los templos del siglo XVI construidos en Campoo de Yuso. De esa época parecen el cuerpo de la nave y la parte de la cabecera con los clásicos contrafuertes oblicuos y escalonados necesarios para contrarrestar la bóveda de complicados terceletes y combados del interior. El pórtico y la espadaña son ya del XVIII. Esta última tiene un original estructura cilíndrica adosada al hastial que culmina en una especie de terracilla o belvedere circular a la altura de las troneras.[cita requerida]
En el interior resulta de calidad el retablo colateral, que antiguamente fuera el mayor. Es obra del arquitecto Tomás de la Sierra, quien o construyó en el año 1688.
La primera casa que nos encontramos junto a la iglesia, tiene una fachada de buena sillería con un singular escudo con fecha de 1746 y tres cristos crucificados con la inscripción «Vence, Reina, Impera».[cita requerida]
- Datos: Q5965122